# Lill-Laxsjön, Jämtland
Lill-Laxsjön är en sjö i Ragunda kommun i Jämtland och ingår i Indalsälvens huvudavrinningsområde. Sjön har en area på 0,397 kvadratkilometer och ligger 309,2 meter över havet. Sjön avvattnas av vattendraget Laxsjöbäcken.

## Delavrinningsområde
Lill-Laxsjön ingår i det delavrinningsområde (703426-149710) som SMHI kallar för Utloppet av Lill-Laxsjön. Medelhöjden är 363 meter över havet och ytan är 12 kvadratkilometer. Räknas de 2 avrinningsområdena uppströms in blir den ackumulerade arean 30,21 kvadratkilometer. Laxsjöbäcken som avvattnar avrinningsområdet har biflödesordning 4, vilket innebär att vattnet flödar genom totalt 4 vattendrag innan det når havet efter 171 kilometer. Avrinningsområdet består mestadels av skog (85 procent). Avrinningsområdet har 0,56 kvadratkilometer vattenytor vilket ger det en sjöprocent på 4,6 procent.